# Reichssicherheitshauptamt
Reichssicherheitshauptamt (hrv. Glavni ured za sigurnost Reicha), poznatiji po kratici RSHA, bio je jedna od organizacija unutar SS-a koju je stvorio Heinrich Himmler 22. listopada 1939. paralelno sa SD-om kojima je kasnije priključen i Gestapo. Zadaća organizacije je bila borba protiv »neprijateljā Reicha«. Tu su spadali masoni, Židovi, komunisti, Romi i ostali »neprijatelji Trećega Reicha«. Zapravo je zadaća RSHA-a bila koordinirati rad njemačkih tajnih policija. Prvi rukovoditelj RSHA-a bio je obergruppenführer (general) Reinhard Heydrich, a nakon njegova ubojstva 1942. to je postao Ernst Kaltenbrunner koji je ostao na tom položaju do kraja rata.